# Lijst van brutoformules C19
Dit lemma is een onderdeel van de lijst van brutoformules met 19 koolstofatomen.

## C19H6
| Brutoformule                      | Naam                                                        |
| --------------------------------- | ----------------------------------------------------------- |
| {\displaystyle {\ce {C19H6F6O6}}} | 6FDA ~ 4,4'-(hexafluorisopropylideen)diftaalzuurdianhydride |

## C19H10
| Brutoformule                         | Naam                               |
| ------------------------------------ | ---------------------------------- |
| {\displaystyle {\ce {C19H10Br4O5S}}} | Broomfenolblauw ~ als pH-indicator |

## C19H11
| Brutoformule                           | Naam         |
| -------------------------------------- | ------------ |
| {\displaystyle {\ce {C19H11Cl2I2NO3}}} | Rafoxanide   |
| {\displaystyle {\ce {C19H11F5N2O2}}}   | Diflufenican |

## C19H12
| Brutoformule                   | Naam       |
| ------------------------------ | ---------- |
| {\displaystyle {\ce {C19H12}}} | Olympiceen |

## C19H14
| Brutoformule                       | Naam                                  |
| ---------------------------------- | ------------------------------------- |
| {\displaystyle {\ce {C19H14F3NO}}} | Fluridon ~ als derivaat van 4-Pyridon |
| {\displaystyle {\ce {C19H14N4O4}}} | Molsidomine                           |
| {\displaystyle {\ce {C19H14O3}}}   | Aurine                                |
| {\displaystyle {\ce {C19H14O5S}}}  | Fenolrood ~ als pH-indicator          |

## C19H15
| Brutoformule                      | Naam                                                                                   |
| --------------------------------- | -------------------------------------------------------------------------------------- |
| {\displaystyle {\ce {C19H15}}}    | Trifenylmethylradicaal ~ als radicaal                                                  |
| {\displaystyle {\ce {C19H15Cl}}}  | Trifenylmethylchloride (tritylchloride)                                                |
| {\displaystyle {\ce {C19H15N3}}}  | Chrysaniline ~ IUPAC: 3,6-diamino-9-fenylacridine ~ als acridinederivaat               |
| {\displaystyle {\ce {C19H15NO6}}} | Acenocoumarol ~ IUPAC: (RS)-2-hydroxy-3-[1-(4-nitrofenyl)-3-oxobutyl]-4H-chromeen-4-on |

## C19H16
| Brutoformule                        | Naam                                                                                |
| ----------------------------------- | ----------------------------------------------------------------------------------- |
| {\displaystyle {\ce {C19H16}}}      | Trifenylmethaan                                                                     |
| {\displaystyle {\ce {C19H16ClNO4}}} | Indometacine ~ IUPAC: 1-(4-chloorbenzoyl)-5-methoxy-2-methyl-1-H-indool-3-azijnzuur |
| {\displaystyle {\ce {C19H16O}}}     | Trifenylmethanol                                                                    |
| {\displaystyle {\ce {C19H16O3}}}    | Cumatetralyl                                                                        |
| {\displaystyle {\ce {C19H16O4}}}    | Warfarine                                                                           |

## C19H17
| Brutoformule                           | Naam            |
| -------------------------------------- | --------------- |
| {\displaystyle {\ce {C19H17ClFN3O5S}}} | Flucloxacilline |
| {\displaystyle {\ce {C19H17ClN2O}}}    | Prazepam        |
| {\displaystyle {\ce {C19H17Cl2NO4}}}   | Cinidon-ethyl   |
| {\displaystyle {\ce {C19H17Cl2N3O3}}}  | Difenoconazool  |
| {\displaystyle {\ce {C19H17NOS}}}      | Tolnaftaat      |

## C19H18
| Brutoformule                          | Naam            |
| ------------------------------------- | --------------- |
| {\displaystyle {\ce {C19H18ClN3O4}}}  | Pyraclostrobine |
| {\displaystyle {\ce {C19H18ClN3O5S}}} | Rivaroxaban     |
| {\displaystyle {\ce {C19H18N2O4S}}}   | Parecoxib       |
| {\displaystyle {\ce {C19H18N6O6}}}    | Nicarbazine     |

## C19H19
| Brutoformule                        | Naam                                                                              |
| ----------------------------------- | --------------------------------------------------------------------------------- |
| {\displaystyle {\ce {C19H19ClN2}}}  | Desloratadine                                                                     |
| {\displaystyle {\ce {C19H19N3O5S}}} | Oxacilline                                                                        |
| {\displaystyle {\ce {C19H19N7O6}}}  | Foliumzuur ~ in behandeling homocystinurie ~ foliumzuur-antagonist: methothrexaat |

## C19H20
| Brutoformule                       | Naam               |
| ---------------------------------- | ------------------ |
| {\displaystyle {\ce {C19H20FNO3}}} | Paroxetine         |
| {\displaystyle {\ce {C19H20NO3}}}  | Thebaïne           |
| {\displaystyle {\ce {C19H20N2O2}}} | Fenylbutazon       |
| {\displaystyle {\ce {C19H20N2O3}}} | Dolasetron         |
| {\displaystyle {\ce {C19H20O4}}}   | benzylbutylftalaat |

## C19H21
| Brutoformule                          | Naam                             |
| ------------------------------------- | -------------------------------- |
| {\displaystyle {\ce {C19H21BrO5}}}    | Metrafenon                       |
| {\displaystyle {\ce {C19H21ClFN3O3}}} | Besifloxacin                     |
| {\displaystyle {\ce {C19H21ClN2O}}}   | Pencycuron                       |
| {\displaystyle {\ce {C19H21N}}}       | Nortriptyline                    |
| {\displaystyle {\ce {C19H21NO4}}}     | Naloxon                          |
| {\displaystyle {\ce {C19H21N3O}}}     | Zolpidem                         |
| {\displaystyle {\ce {C19H21N7O6}}}    | Dihydrofoliumzuur ~ Ook wel: DHF |

## C19H22
| Brutoformule                        | Naam                                                                      |
| ----------------------------------- | ------------------------------------------------------------------------- |
| {\displaystyle {\ce {C19H22ClN5O}}} | Trazodon                                                                  |
| {\displaystyle {\ce {C19H22FN3O3}}} | Enrofloxacine                                                             |
| {\displaystyle {\ce {C19H22N2}}}    | Imipramine N-(3-(Dimethylamino)-propyl)-dibenzazepine ~ als Dibenzazepine |
| {\displaystyle {\ce {C19H22N4}}}    | Corrine ~ als porfyrine                                                   |
| {\displaystyle {\ce {C19H22O6}}}    | Gibberellinezuur                                                          |

## C19H23
| Brutoformule                          | Naam                                                              |
| ------------------------------------- | ----------------------------------------------------------------- |
| {\displaystyle {\ce {C19H23ClN2}}}    | Clomipramine                                                      |
| {\displaystyle {\ce {C19H23ClN2O2S}}} | Pyridaat                                                          |
| {\displaystyle {\ce {C19H23NO}}}      | Naftylpyrovaleron                                                 |
| {\displaystyle {\ce {C19H23NO}}}      | Naphyrone                                                         |
| {\displaystyle {\ce {C19H23NO4}}}     | 14-methoxymetopon                                                 |
| {\displaystyle {\ce {C19H23N3}}}      | Amitraz                                                           |
| {\displaystyle {\ce {C19H23N7O6}}}    | Tetrahydrofoliumzuur ~ Als derivaat van Foliumzuur ~ Ook wel: THF |

## C19H24
| Brutoformule                       | Naam |
| ---------------------------------- | --- |
| {\displaystyle {\ce {C19H24N2}}}   | Imipramine                                                                                                  |
| {\displaystyle {\ce {C19H24N2O}}}  | Palonosetron                                                                                                |
| {\displaystyle {\ce {C19H24N2OS}}} | Levomepromazine                                                                                             |
| {\displaystyle {\ce {C19H24N2O2}}} | Praziquantel                                                                                                |
| {\displaystyle {\ce {C19H24N2O3}}} | Labetalol ~ IUPAC: 2-hydroxy-5-{1-hydroxy-2-[(1-methyl-3-fenylpropyl)amino]ethyl}benzamide, R- en S-isomeer |
| {\displaystyle {\ce {C19H24N2O4}}} | Formoterol                                                                                                  |
| {\displaystyle {\ce {C19H24O2}}}   | Oestradiol                                                                                                  |

## C19H25
| Brutoformule                      | Naam                                           |
| --------------------------------- | ---------------------------------------------- |
| {\displaystyle {\ce {C19H25NO}}}  | Histrionicotoxine 283A ~ als Histrionicotoxine |
| {\displaystyle {\ce {C19H25NO4}}} | Tetramethrine                                  |

## C19H26
| Brutoformule                         | Naam            |
| ------------------------------------ | --------------- |
| {\displaystyle {\ce {C19H26I3N3O9}}} | Iohexol         |
| {\displaystyle {\ce {C19H26O}}}      | Androstadienon  |
| {\displaystyle {\ce {C19H26O2}}}     | Androsteendion  |
| {\displaystyle {\ce {C19H26O3}}}     | Allethrine      |
| {\displaystyle {\ce {C19H26O3}}}     | d-allethrine    |
| {\displaystyle {\ce {C19H26O3}}}     | Bioallethrine   |
| {\displaystyle {\ce {C19H26O3}}}     | s-bioallethrine |

## C19H27
| Brutoformule                      | Naam        |
| --------------------------------- | ----------- |
| {\displaystyle {\ce {C19H27NO3}}} | Nateglinide |

## C19H28
| Brutoformule                        | Naam                   |
| ----------------------------------- | ---------------------- |
| {\displaystyle {\ce {C19H28BrNO3}}} | Glycopyrroniumbromide  |
| {\displaystyle {\ce {C19H28O2}}}    | Dehydro-epiandrosteron |
| {\displaystyle {\ce {C19H28O2}}}    | Epitestosteron         |
| {\displaystyle {\ce {C19H28O2}}}    | Testosteron            |

## C19H30
| Brutoformule                     | Naam                                    |
| -------------------------------- | --------------------------------------- |
| {\displaystyle {\ce {C19H30O2}}} | Androsteron                             |
| {\displaystyle {\ce {C19H30O2}}} | Dihydrotestosteron                      |
| {\displaystyle {\ce {C19H30O3}}} | Oxandrolon                              |
| {\displaystyle {\ce {C19H30O5}}} | Dodecylgallaat ~ Ook wel: laurylgallaat |
| {\displaystyle {\ce {C19H30O5}}} | Piperonylbutoxide                       |

## C19H33
| Brutoformule                      | Naam       |
| --------------------------------- | ---------- |
| {\displaystyle {\ce {C19H33NO2}}} | Fingolimod |

## C19H34
| Brutoformule                      | Naam                                                             |
| --------------------------------- | ---------------------------------------------------------------- |
| {\displaystyle {\ce {C19H34ClN}}} | benzyl-dimethyl-decylammoniumchloride ~ als benzalkoniumchloride |

## C19H37
| Brutoformule                        | Naam                                                       |
| ----------------------------------- | ---------------------------------------------------------- |
| {\displaystyle {\ce {C19H37NaO5S}}} | Natrium-methylstearaatsulfonaat ~ als methylestersulfonaat |

## C19H38
| Brutoformule                      | Naam                                                |
| --------------------------------- | --------------------------------------------------- |
| {\displaystyle {\ce {C19H38O5S}}} | Methylstearaatsulfonzuur ~ als methylestersulfonaat |

## C19H40
| Brutoformule                   | Naam     |
| ------------------------------ | -------- |
| {\displaystyle {\ce {C19H40}}} | Pristaan |

## C19H42
| Brutoformule                      | Naam                |
| --------------------------------- | ------------------- |
| {\displaystyle {\ce {C19H42BrN}}} | Cetrimoniumbromide  |
| {\displaystyle {\ce {C19H42ClN}}} | Cetrimoniumchloride |